# Yirisleydi Ford
Yirisleydi Lisbet Ford Carnonell (ur. 18 sierpnia 1991) – kubańska lekkoatletka specjalizująca się w rzucie młotem.
Dziewiąta zawodniczka mistrzostw świata juniorów młodszych z Ostrawy (2007). W 2010 nie zaliczyła mierzonej próby podczas mistrzostw świata do lat 20. Cztery lata później wywalczyła srebrny medal igrzysk Ameryki Środkowej i Karaibów. W 2015 młociarka zajęła trzecie miejsce na mistrzostwach strefy NACAC, zaś w kolejnym sezonie zaliczyła swój pierwszy start na igrzyskach olimpijskich w Rio de Janeiro, jednakże nie udało jej się awansować do finału.
Złota medalistka mistrzostw Kuby.
Rekord życiowy: 72,40 (28 maja 2015, Hawana).

## Osiągnięcia
| Rok  | Impreza                               | Miejsce        | Pozycja           | Wynik |
| ---- | ------------------------------------- | -------------- | ----------------- | ----- |
| 2007 | Mistrzostwa świata juniorów młodszych | Ostrawa        | 9. miejsce        | 53,14 |
| 2009 | Mistrzostwa panamerykańskie juniorów  | Port-of-Spain  | 1. miejsce        | 63,92 |
| 2010 | Mistrzostwa świata juniorów           | Moncton        | el. –             | NM    |
| 2014 | Igrzyska Ameryki Środkowej i Karaibów | Xalapa         | 2. miejsce        | 69,62 |
| 2015 | Igrzyska panamerykańskie              | Toronto        | 5. miejsce        | 65,73 |
| 2015 | Mistrzostwa NACAC                     | San José       | 3. miejsce        | 69,91 |
| 2015 | Mistrzostwa świata                    | Pekin          | el. – 15. miejsce | 69,43 |
| 2016 | Igrzyska olimpijskie                  | Rio de Janeiro | el. – 32. miejsce | 10,91 |